# Crypsotidia glaucata
Crypsotidia glaucata là một loài bướm đêm trong họ Erebidae.